# Гефсимания (церковь)
Гефсимания — православная церковь XVIII века в Горицком монастыре. Продана в 1812 году. Разобрана на кирпич в 1883 году.

## Строительство церкви
В 1753 году Переславскую епархию возглавил епископ Амвросий (Зертис-Каменский). Он начал бурное строительство в Горицком монастыре. Вместо старого Успенского собора возводится новый, а на западной стороне церковь Гефсимания соединяет его с церковью Всех Святых.
Это двухэтажное здание было длиной 22,8 метра, шириной 29,5 метра.
Церковь Гефсимания создавала ансамбль с Успенским собором, и по общему замыслу здесь «быть долженствовало Гробу Богоматери, приличествующему храму Ея». В многочисленных окнах вместо подоконников были надгробные плиты монастырского кладбища.
Здесь находились притвор и лестницы на хоры Успенского собора.
Стройка началась в октябре 1753 года, расходы по смете составили 7 с лишним тысяч рублей, требовалось около двух миллионов штук кирпича. Через пять лет (в 1758 году) Амвросий распоряжается ускорить работу и предлагает мастерам работать ночью при свечах. В 1760 году строительством распоряжался архитектор Иван Яковлев, ученик Ухтомского. В 1761 году Амвросия перевели в Москву, без его надзора работы сразу теряют темп, а после секуляризации 1764 года остаются без денег. В 1788 году епархия закрывается и здание Гефсимании остаётся не законченным.

## Уничтожение церкви
В 1812 году здание Гефсимании продано на слом. Его купил с торгов переславский купец Найдышев, который не смог разгромить «дивное здание Гефсимании» и изуродовать великолепную постройку.
Прошло 70 лет, и церковь разобрали православные священники. На съезде окружного духовенства под председательством протоиерея Свирелина 11 июля 1881 года был избран строительный комитет. При его добросовестных распоряжениях начались работы по разломке здания Гефсимании. В 1883 году здание Гефсимании разобрано на кирпичи. Строительный материал использован для здания Переславского духовного училища.
Сейчас на месте церкви — прогулочная площадка для туристов.

## Персоналии
- Церковь заложена по указанию епископа Амвросия (Зертис-Каменский).
- Церковь разрушена под руководством протоиерея Александра Свирелина.
- Изучением церкви занимался архитектор Иван Пуришев.